# Бабушкин
Бабушкин (рус. Бабушкин) град је у Русији у Бурјатији. Према попису становништва из 2010. у граду је живело 4831 становника.

## Становништво
| 1959. | 1970. | 1979. | 1989. | 2002. | 2010. |
| ----- | ----- | ----- | ----- | ----- | ----- |
| 8.238 | 7.943 | 7.386 | 7.298 | 4.953 | 4.831 |